# Felipillo
Felipillo fou un intèrpret inca, natural de Puná.
Quan Pizarro arribà a la costa de Tumbes, aquest jove d'uns quinze anys fou batejat amb el nom de Felipe i instruït en la llengua castellana. Els espanyols l'anomenaven amb el diminutiu, no tan sols per la seva edat, sinó perquè no tenia cap mena de formalitat; malgrat això, l'utilitzaren com a intèrpret Hernando de Soto i Diego de Almagro.
Segons una llegenda, hauria traït l'inca Atahualpa per aconseguir una de les seves dones, de la que s'havia enamorat apassionadament. Almagro portà Felipillo a la conquesta de Xile, però el traí fugant-se, el capità manà que el prenguessin i morí a la forca, segons uns, i esquarterat, segons altres.

Segons escriu López de Gomara: 
| « | ’’confessà el malvat, al temps de la seva mort, haver acusat falsament el seu bon rei Ataviva (Atahualpa) per poder jeure segur amb una de les seves dones. Era un mal home... voluble, inconstant, mentider, amic de revoltes i sang, i, malgrat que batejat, poc cristià’’ | » |

Garcilaso atribuí a la seva ignorància i incapacitat les dificultats que hi hagué perquè els espanyols s'entenguessin amb els indígenes, perquè Felipillo coneixia molt poc tant el castellà com el quítxua, la llengua general del Perú, i només parlava bé el dialecte de Tumbez.